# Odesia decemmaculata
Odesia decemmaculata är en stekelart som beskrevs av Cameron 1910. Odesia decemmaculata ingår i släktet Odesia och familjen bracksteklar. Inga underarter finns listade i Catalogue of Life.